# Cosmosoma rubricorpus
Cosmosoma rubricorpus là một loài bướm đêm thuộc phân họ Arctiinae, họ Erebidae.